# Трочинський Руслан Миколайович
Руслан Трочинський (нар. 19 жовтня 1976, Білицьке, Донецька область) — український і естонський музикант, лідер гурту «Свята Ватра» (ест. Svjata Vatra), колишній учасник гурту «Гайдамаки» .

## Біографія
У 1999 році закінчив Національну музичну академію України імені Петра Чайковського за класом тромбона. В 1999—2004 рр. грав у складі гурту «Гайдамаки». 2004 року переїхав до Естонії, а 2005 разом з естонськими музикантами заснував гурт «Svjata Vatra».

## Особисте життя
2004 року під час гастролей познайомився з Тер'є Трочинською, з якою потім одружився. Нині дружина є менеджером гурту «Svjata Vatra». Подружжя має двох дочок — Руте та Кірке — і сина Тимура-Марка. Мешкає в місті Вільянді.

## Громадська діяльність
Руслан Трочинський є керівником товариства «Перехрестя культур» м. Вільянді.

## Нагороди
- 2015 року нагороджений Орденом Білої зірки 5-го ступеня[4].